# Óscar Herrera Hosking
Óscar Federico Herrera Hosking (Pachuca de Soto, Hidalgo; 5 de marzo de 1943) es un ingeniero y político mexicano que fue alcalde de la ciudad de Monterrey en el período 1983-85.
Nació en la Pachuca, Hidalgo, el 5 de marzo de 1943, siendo hijo Óscar Herrera y de Martha Hosking; fue bautizado en la parroquia de la Asunción el 12 de junio de ese mismo año. Es ingeniero civil por la UANL, y tiene un posgrado en Administración de Obras por la Universidad de Colorado. Fue director de Obras Públicas del gobierno de Nuevo León (1978-80) y secretario de Asentamientos Urbanos y Obras Públicas del Municipio de Guadalupe en 1982. Fue subdirector de Aeropuertos y Servicios en el Distrito Federal y director de Promotora de Desarrollo Urbano, empresa que proyectó y construyó la Gran Plaza (Macroplaza) de Monterrey. Fue alcalde de la ciudad de Monterrey entre 1983 y 1985, y coordinador de Desarrollo Municipal durante el gobierno de Jorge Treviño Martínez. En 1995 fue elegido presidente del PRI en Nuevo León.